# Azeotrop
En azeotropisk blandning är inom kemin en vattenlösning av ett ämne ur vilken vattnet inte kan avlägsnas ytterligare genom destillation. Kallas även för konstantkokande blandning. Fenomenet uppträder för icke-ideala lösningar inkl blandningar av två vätskor med obetydlig eller låg löslighet i varandra som faktiskt kan bilda en azeotrop och koka vid lägre temperatur än var och en av vätskorna.
För en ideal lösning av A i B med de relativa koncentrationerna a,b (a+b=1) blir ångtrycket för blandningen p=apA+bpB och ångan kommer att anrikas på den komponent som har det högre ångtrycket. Genom att man utför destillationen i flera steg, vanligen m.h.a. kolonn kan höggradig separation åstadkommas. Om det däremot inte är en av de rena komponenterna som ger den lägsta kokpunkten utan en blandning så kommer man genom vanlig destillation inte längre än till separation i denna konstantkokande blandning och den komponent som fanns i överskott. Har man däremot två vätskor A och C som inte löser sig i varandra kommer ångtrycket att bli p=pA+pC (eftersom a=c=1 i resp vätskefas) och kokpunkten blir därigenom lägre.
Exempel: koncentrerad salpetersyra, som inte får en högre koncentration än 68 vikts procent med den så kallade Ostwald-metoden, och etanol som genom destillation endast kan nå en koncentration på 95,6 procent.
S.k. azeotropdestillation kan användas för att avlägsna vissa komponenter (ofta vatten) ur en blandning. Vid t.ex. syrakatalyserad förestring av en alkohol och en organisk syra så kommer det bildade vattnet dels att leda till partiell reaktion p.g.a. jämviktsförhållanden dels späda ut syrakatalysatorn (typiskt svavelsyra) så att denna blir mindre aktiv. Genom att man tillsätter ett lösningsmedel (t.ex.toluen) som löser reaktanterna men lätt kan separeras från dessa och framför allt från produkten (estern) och är dåligt blandbar med vatten men bildar en lämplig lågkokande azeotrop med detta så kommer lösningsmedlet och vattnet ev. med en del alkohol och organisk syra att kontinuerligt destillera av från den kokande reaktionsblandningen. Azeotropångorna kyls och samlas i ett magasin där vattnet bildar ett (vanligen undre) skikt medan lösningsmedlet tillsammans med reaktanter och produkt samlas i ett annat skikt. Vanligen är detta det övre skiktet och magasinet ordnat så att det övre skiktet efter hand kan rinna tillbaks ned i reaktionskärlet. Skulle vattenvolymen blir för stor kan vattenfasen vanligen tappas av från botten av magasinet.